# Eef de Weerd
Eef de Weerd (Zutphen, 4 mei 1926 – Hengelo, 30 december 1989) was een Nederlands schilder, tekenaar, aquarellist, pastellist.

## Leven en werk
Eef de Weerd werd in 1926 geboren. Hij droomde er, samen met zijn buurjongen Theo Wolvecamp, van om ooit kunstenaar te worden. Zij waren allebei internationaal georiënteerd en werden allebei gekweld door depressies en drankverslaving. Grootse plannen hebben ze. Maar voordat ze ook maar echt iets kunnen ondernemen breekt de Tweede Wereldoorlog uit. Hun wegen scheiden. Theo duikt onder en Eef wordt tewerkgesteld in Duitsland, iets wat diepe sporen bij hem achterlaat.
In 1945 gingen Wolvecamp en de Weerd naar de Academie voor Kunst en Nijverheid in Arnhem. Dit brengt hen echter niet wat ze ervan verwachten. Vanwege geldgebrek moest Eef echter na een paar jaar stoppen. Hij gaat in militaire dienst en dient meer dan drie jaar in Nederlands-Indië, wat nieuwe trauma’s veroorzaakt.
In 1949, na zijn militaire dienst in Nederlands-Indië, maakte hij een nieuwe start op de AKI in Enschede. Zijn docent schilderen en inspirator was Johan Haanstra. Dat gold ook voor het atelier van Jan Bolink in Enschede dat een centrale plek voor kunstenaars was. Op de academie tekenden de leerlingen elkaar, maar er werden ook modellen van buiten betrokken. Onder hen de Alkmaarse Ans Wortel, die als ontwerpster werkte in de confectiefabriek Tubantia in Enschede en ook een aantal ‘naaihuizen’ had bij welgestelde dames. Hij vertelde Ans dat hij pas net als zij zou kunnen schilderen als hij het tekenen en schilderen ‘naar de natuur’ goed onder de knie had. Toen Ans zwanger raakte, trouwde het stel, dat na dochter Marianne ook nog zoon Pieter kreeg. 
Als aanstormend talent vertrok Eef in 1953 voor een maand naar de Haute Savoie in Frankrijk. Dit dankzij een regeling van de Holtense huisarts J.P. Nagelhout. Na enige jaren strandde zijn huwelijk met Ans en raakte Eef een aantal jaren in een hele moeilijke periode. Hij werd in Wolfheze bij Arnhem opgenomen in een psychiatrisch ziekenhuis. Hij kreeg rustgevende medicatie, bleef wel schilderen, maar trad met dit werk niet naar buiten. De artsen adviseerden hem alleen lichamelijk werk te verrichten. Dit deed hij in Apeldoorn in een plaatijzerfabriek. Eef verdween tien jaar uit de kunstwereld.
Vanaf 1973 schilderde hij weer, zijn tweede periode. Eef heeft nooit deel uitgemaakt van een groep, een schildersbent. Hij was een man die los van alle tendensen van de schilderkunst zijn eigen weg ging. Wel heeft hij in wisselende combinaties gewerkt, met name met de zes andere Hengelose kunstenaars van de 20e eeuw. In 1975 keerde hij terug naar zijn ouderlijk huis aan de Krabbenbosweg in Hengelo en is zeer productief tot aan zijn dood. Op 30 december 1989 overleed hij plotseling, 63 jaar oud. Op 2 januari 1990 werd de dood van kunstschilder Eef de Weerd in de krant gemeld met de volgende woorden: ‘Eef de Weerd schilderde met een onmiskenbaar talent, maar tot een doorbraak naar grotere bekendheid dan binnen een kleine kring kwam het nooit’.
Eef de Weerd was één van de belangrijkste vertegenwoordigers van de moderne kunst in Overijssel. Tweemaal behaalde hij een eervolle vermelding bij de Geraert ter Borchprijs, en wel in 1955 en 1959.

## Tentoonstellingen
Tentoonstellingen (solo)
- 1986 - Herdenkingstentoonstelling ter ere van zijn 60e verjaardag; een dubbeltentoonstelling in Hengelo: Galerie De Pook met zijn meest recente werk, de Kunstzaal met een overzichtstentoonstelling.
- 1999 - Eef de Weerd (solo), De Kunstzaal Hengelo.
- 2016 - Herdenkingstentoonstelling ter gelegenheid van zijn 90e verjaardag, Rabotheater.

Overige tentoonstellingen (selectie)
- 1957 - Galerie 't Venster, Rotterdam.[4][5]
- 1958 - Galerie de Populier Arnhem.
- 1958 - Facetten van Hedendaagse Beeldende Kunst - Rijksmuseum Twenthe.
- 1961 - Drie Hengelose kunstenaars, Kunstzaal te Hengelo.[6]
- 1962 - “Een vriendschap in Hengelo”, Theo Wolvecamp en Eef de Weerd, Rijksmuseum Twenthe.
- 1982 - Markt Zeventien Enschede.
- 1984 - Stichting Kunstuitkijk Deventer.
- 1986 - Theo Wolvecamp en Eef de Weerd, Hengelose Kunstzaal.[7]
- 2017 - Galerie de Pook Hengelo Serie “Vluchtelingen”.
- 2017 - “Geestdrift voor de schilderkunst”, Wolvecamp en de Weerd, Rijksmuseum Twenthe.